# 拉脫維亞行政區劃
现今的拉脱维亚行政区划成型于2009年7月1日。拉脱维亚行政区划改革后，原有的两级地方行政结构变为单一的市镇结构。改革前，区为一级地方行政单位，而城镇（或城市）、城镇的乡村部分以及行政堂区为二级地方行政单位。改革后，取消了区级别，而城镇（或城市）、城镇的乡村部分以及行政堂区组合成110个市镇，另外九个大城市为拥有自己市议会及行政管理的共和国城市。
大部分的市镇再划分成城镇或行政堂区。但也有几个市镇没有进一步划分。
2020年6月10日，拉脱维亚议会批准了市镇改革方案。110个市镇和9个共和国城市精简为42个地方行政单位：35个市镇和7个国家级城市。2021年6月1日，拉脱维亚宪法法院裁定把瓦拉克利亞尼市鎮合并至雷澤克內市鎮为违宪行为。因此拉脱维亚议会决定保留瓦拉克利亞尼市镇为第43个地方行政单位。

## 自2021年起的行政区划

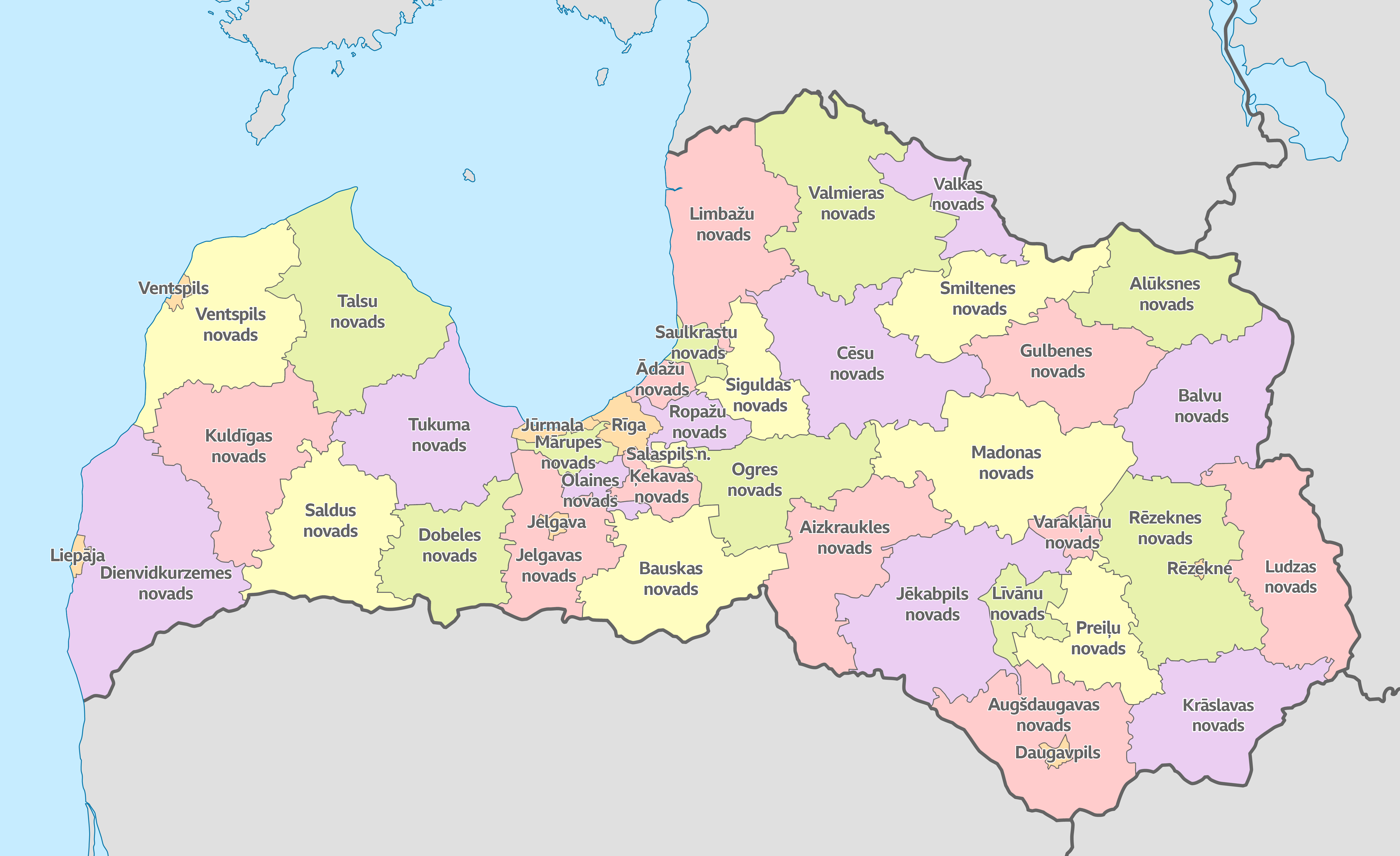
自2021年7月1日起的拉脱维亚国家级城市和市镇

自2021年7月起，拉脱维亚划分为43个一级行政单位：36个市镇和7个独立于任何市镇之外的国家级城市。

### 国家级城市
2020年有关行政领土和聚居地的法律规定了奧格雷及原先的9个共和国城市为国家级城市。该法律也规定自2021年7月1日起耶察瓦和科克内塞提升为国家级城市。但在该法律中，只有下列7个国家级城市设有独立于任何市镇之外的地方政府机构。两个国家级城市葉卡布皮爾斯和瓦爾米耶拉在2021年7月1日起分别合并至叶卡布皮尔斯市镇和瓦尔米耶拉市镇。
| №  | 城市名       | 人口 (2020 年估计) | 地区生产总值 （10亿欧元） 2018年 | 人均生产总值（欧元，2018年） |
| -- | ------------ | ------------------ | -------------------------------- | ---------------------------- |
| 1. | 陶格夫匹尔斯 | 82,046             | 0.693                            | 8,400                        |
| 2. | 叶尔加瓦     | 56,062             | 0.583                            | 10,400                       |
| 3. | 尤爾馬拉     | 49,687             | 0.421                            | 8,600                        |
| 4. | 利耶帕亚     | 68,535             | 0.897                            | 13,000                       |
| 5. | 雷澤克內     | 27,613             | 0.283                            | 10,100                       |
| 6. | 里加         | 627,487            | 16.395                           | 25,800                       |
| 7. | 文茨皮尔斯   | 33,906             | 0.470                            | 13,600                       |

### 市镇
自2021年6月2日起，除了上述7个国家级城市之外的领土，拉脱维亚划分为36个市镇：
- 阿達日
- 艾茲克勞克萊
- 阿盧克斯內
- 上道加瓦
- 巴爾維
- 包斯卡
- 采西斯
- 多貝萊
- 古爾貝內
- 葉爾加瓦
- 葉卡布皮爾斯
- 基耶卡瓦
- 克拉斯拉瓦
- 庫爾迪加
- 林巴日
- 利瓦尼
- 盧扎
- 馬多納
- 馬魯佩
- 奧格雷
- 奧萊內
- 普雷利
- 雷澤克內
- 羅帕日
- 薩拉斯皮爾斯
- 薩爾杜斯
- 紹爾克拉斯蒂
- 錫古爾達
- 斯米爾泰內
- 南库尔泽梅
- 塔爾西
- 圖庫姆斯
- 瓦爾卡
- 瓦尔米耶拉
- 瓦拉克利亞尼
- 文茨皮爾斯

## 2009年至2021年的行政区划

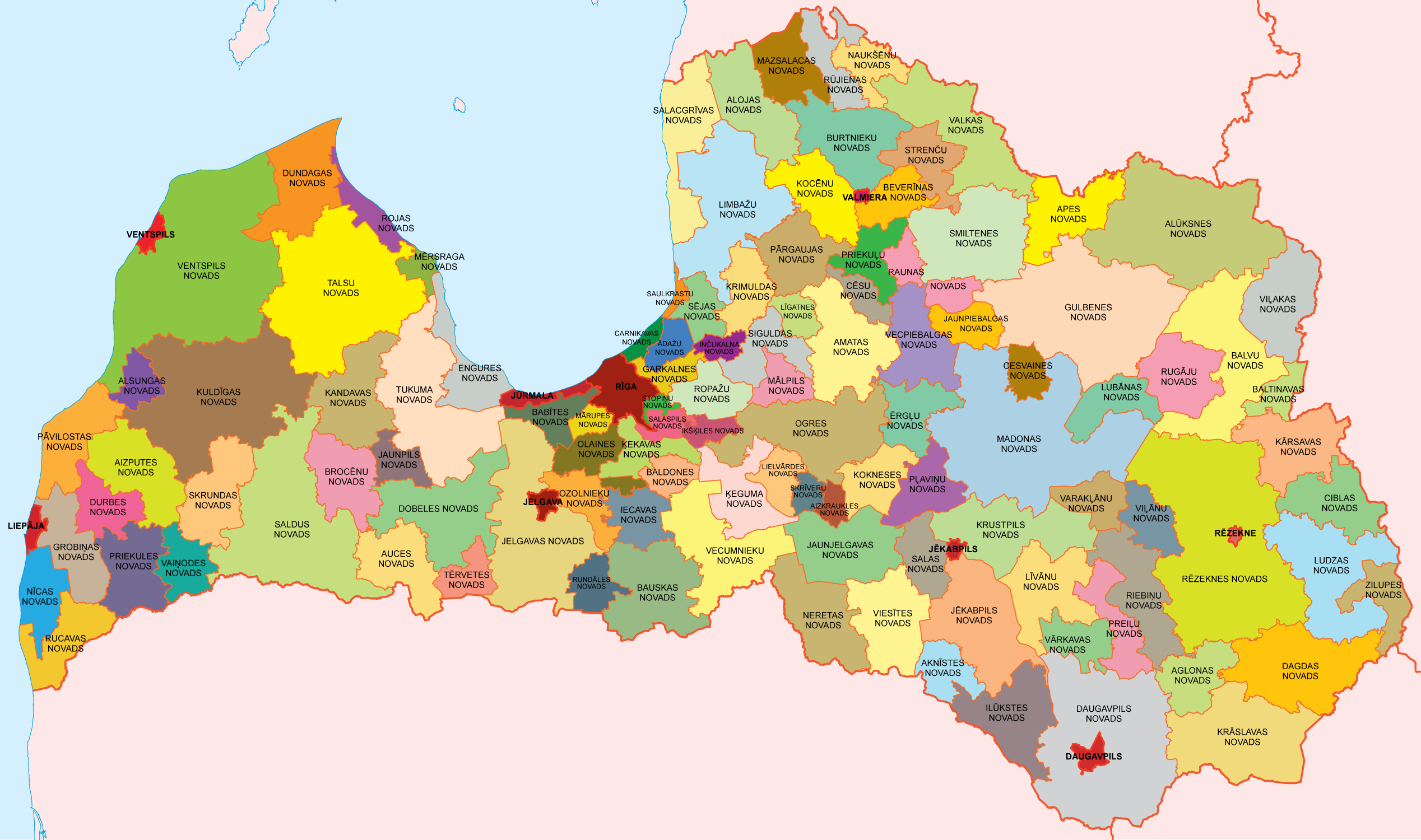
拉脫維亞行政區划（2009年—2021年）

2009年7月1日至2021年6月30日，拉脫維亞划分為9個共和国城市和110個市镇（novads）。

### 共和国城市
- 里加（首都）
- 陶格夫匹尔斯
- 葉卡布皮爾斯
- 叶尔加瓦
- 尤爾馬拉
- 利耶帕亚
- 雷澤克內
- 瓦爾米耶拉
- 文茨皮尔斯

### 市镇
- 阿格洛納市鎮
- 艾茲克勞克萊市鎮
- 艾茲普泰市鎮
- 阿克尼斯泰市鎮
- 阿洛亞市鎮
- 阿爾松加市鎮
- 阿盧克斯內市鎮
- 阿馬塔市鎮
- 阿佩市鎮
- 奧采市鎮
- 阿達日市鎮
- 巴比泰市鎮
- 巴爾多內市鎮
- 巴爾季納瓦市鎮
- 巴爾維市鎮
- 包斯卡市鎮
- 貝韋里納市鎮
- 布羅采尼市鎮
- 布爾特涅基市鎮
- 察爾尼卡瓦市鎮
- 采西斯市鎮
- 采斯瓦伊內市鎮
- 齊布拉市鎮
- 達格達市鎮
- 陶格夫匹爾斯市鎮
- 多貝萊市鎮
- 敦達加市鎮
- 杜爾貝市鎮
- 恩古雷市鎮
- 埃爾格利市鎮
- 加爾卡爾內市鎮
- 格羅比尼亞市鎮
- 古爾貝內市鎮
- 耶察瓦市鎮
- 伊克什基萊市鎮
- 印楚卡倫斯市鎮
- 伊盧克斯泰市鎮
- 新葉爾加瓦市鎮
- 新皮耶巴爾加市鎮
- 新皮爾斯市鎮
- 葉卡布皮爾斯市鎮
- 葉爾加瓦市鎮
- 坎達瓦市鎮
- 卡爾薩瓦市鎮
- 科采尼市镇（英语：Kocēni Municipality）
- 科克內塞市鎮
- 克拉斯拉瓦市鎮
- 克里穆爾達市鎮
- 克魯斯特皮爾斯市鎮
- 庫爾迪加市鎮
- 基耶古姆斯市镇
- 基耶卡瓦市镇
- 利耶爾瓦爾代市鎮
- 利加特內市鎮
- 林巴日市鎮
- 利瓦尼市鎮
- 盧巴納市鎮
- 盧扎市鎮
- 馬多納市鎮
- 馬爾皮爾斯市鎮
- 馬魯佩市鎮
- 馬茲薩拉察市鎮
- 梅爾斯拉格斯市鎮
- 瑙克謝尼市鎮
- 內雷塔市鎮
- 尼察市鎮
- 奧格雷市鎮
- 奧萊內市鎮
- 奧佐爾涅基市鎮
- 帕高亞市鎮
- 帕維洛斯塔市鎮
- 普利亞維尼亞斯市鎮
- 普雷利市鎮
- 普列庫萊市鎮
- 普里埃庫利市鎮
- 勞納市鎮
- 雷澤克內市鎮
- 里耶比尼市鎮
- 羅亞市鎮
- 羅帕日市鎮
- 魯察瓦市鎮
- 魯加伊市鎮
- 倫達萊市鎮
- 魯伊耶納市鎮
- 薩拉茨格里瓦市鎮
- 薩拉市鎮
- 薩拉斯皮爾斯市鎮
- 薩爾杜斯市鎮
- 紹爾克拉斯蒂市鎮
- 塞亞市鎮
- 錫古爾達市鎮
- 斯克里韋里市鎮
- 斯克倫達市鎮
- 斯米爾泰內市鎮
- 斯托皮尼市鎮
- 斯特倫奇市鎮
- 塔爾西市鎮
- 泰爾韋泰市鎮
- 圖庫姆斯市鎮
- 瓦伊尼奧代市鎮
- 瓦爾卡市鎮
- 瓦拉克利亞尼市鎮
- 瓦爾卡瓦市鎮
- 舊皮耶巴爾加市鎮
- 舊烏姆涅基市鎮
- 文茨皮爾斯市鎮
- 維耶西泰市鎮
- 維利亞卡市鎮
- 維利亞尼市鎮
- 濟盧佩市鎮

## 2009年之前的行政區劃

2009年前的拉脱维亚行政区划

2009年7月1日前，拉脫維亞分為26個行政区及7個共和国城市。
- 艾茲克勞克萊區
- 阿盧克斯內區
- 巴爾維區
- 包斯卡區
- 采西斯區
- 陶格夫匹尔斯市
- 陶格夫匹爾斯區
- 多貝萊區
- 古爾貝內區
- 葉卡布皮爾斯區
- 叶尔加瓦市
- 葉爾加瓦區
- 尤爾馬拉市
- 克拉斯拉瓦區
- 庫爾迪加區
- 利耶帕亚市
- 利耶帕亞區
- 林巴日區
- 盧扎區
- 馬多納區
- 奧格雷區
- 普雷利區
- 雷澤克內市
- 雷澤克內區
- 里加市
- 里加區
- 薩爾杜斯區
- 塔爾西區
- 圖庫姆斯區
- 瓦爾卡區
- 瓦爾米耶拉區
- 文茨皮尔斯市
- 文茨皮爾斯區

## 外部連結
- Population in novads
- The Ministry of Regional Development and Municipalities of Latvia